# Музей янтаря (Калининград)
Калининградский областной музе́й янтаря́ (ГБУК «Калининградский областной музей янтаря») находится в городе Калининграде. Решение о создании Музея янтаря было принято в 1969 году. Тогда же под него было определено здание — «Башня Дона» вместе с Росгартенскими воротами.

## История
Поводом к созданию музея такой направленности  в Калининграде стала близость расположения, в посёлке Янтарном, крупнейшего из разведанных месторождений самого известного балтийского минералоида — более 90 % мировых запасов.
В течение десяти лет с 1969 года шёл процесс реставрации историко-архитектурного комплекса. Первая очередь Музея янтаря была открыта 29 декабря 1979 года в статусе филиала Калининградского областного историко-художественного музея.

### Советский период

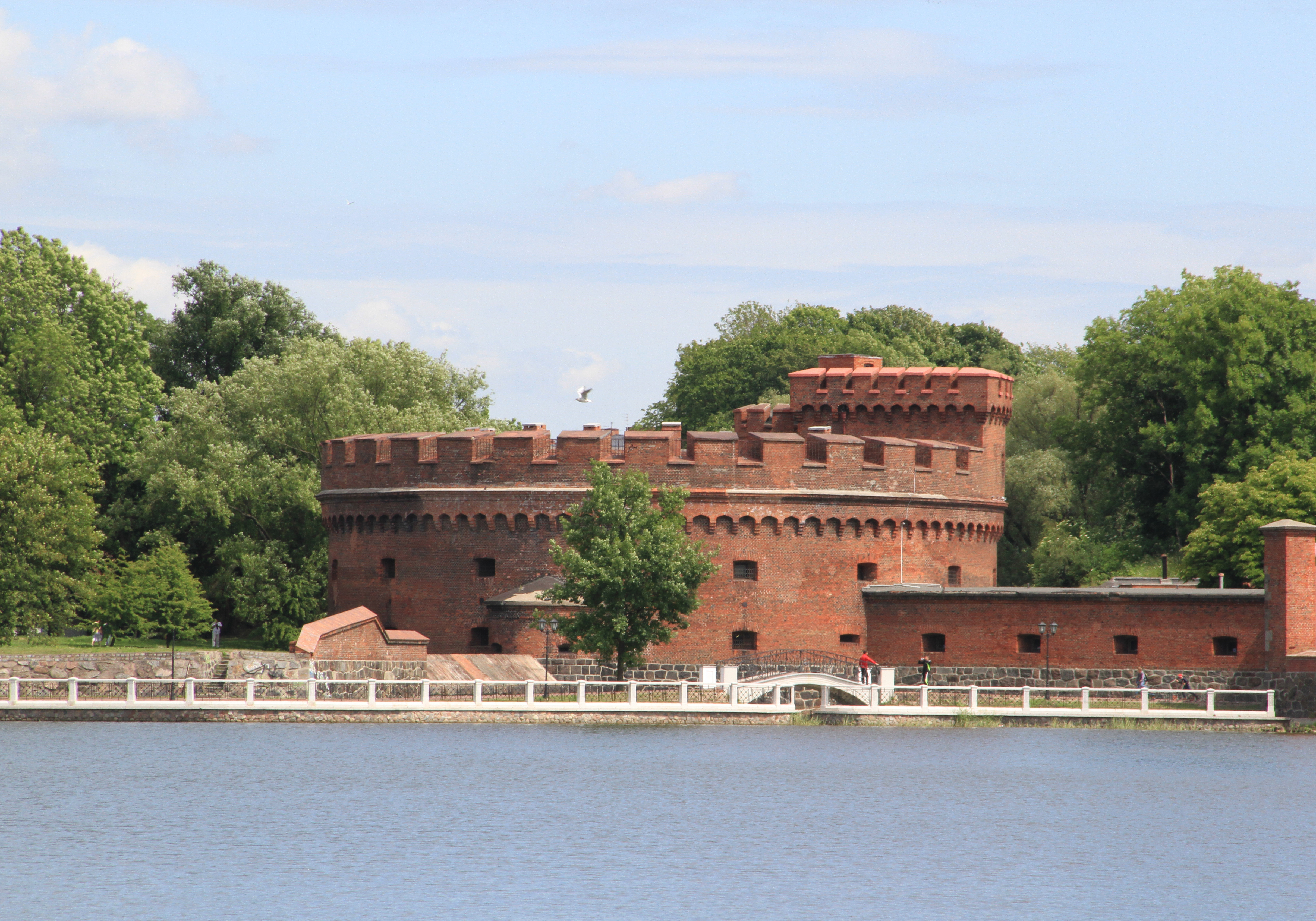
Вид на здание музея со стороны озёра Верхнее

Период с 1979 по 1984 годы можно назвать периодом роста музея. Музей янтаря стал одним из самых посещаемых туристами мест города: количество посетителей в год достигало 400 тысяч человек, в том числе за счёт организованного туризма. Музей был единственной институцией, представлявшей главный уникат области: Калининградский янтарный комбинат находился в закрытой для иногородних гостей зоне. За этот период выставка из собрания музея ездила по России, включая Сибирь и Дальний Восток, побывала в Швеции, Японии, в приграничных польских воеводствах — Эльблонгском и Ольштынском.
В 1984 году Музей янтаря провёл в Калининграде Всесоюзную научно-практическую конференцию «Естественная история янтаря и проблемы его художественной обработки». Ежегодно проводилась областная выставка «Янтарная осень», которая позволяла отслеживать процессы, происходившие в художественной обработке янтаря в Калининградском крае, и закупать в коллекцию музея лучшие изделия. В 1980-х же годах состоялись поездки сотрудников в Латвию, где был отсмотрен большой материал в мастерских художников и приобретена коллекция произведений латышских авторов.

### Постсоветский период
В период перестройки, 1985—1991 годы музей продолжал работать. Драматическим временем стал для музея период 1992—2002 годы: музей потерял статус филиала, превратившись в отдел Калининградского областного историко-художественного музея. Кроме того, ветшало здание, устаревало оборудование, прекратилось пополнение коллекции, то есть росла негативная репутация музея. Всё это привело к тому, что количество посетителей снизилось до 90 тысяч человек в год. При этом надо заметить, что в этой сложной ситуации успешно развивалась научная деятельность музея, сотрудники продолжали представлять его на научных конференциях по янтарю в Польше, Литве, Испании. Кадровый ресурс сохранился.

### Современный период

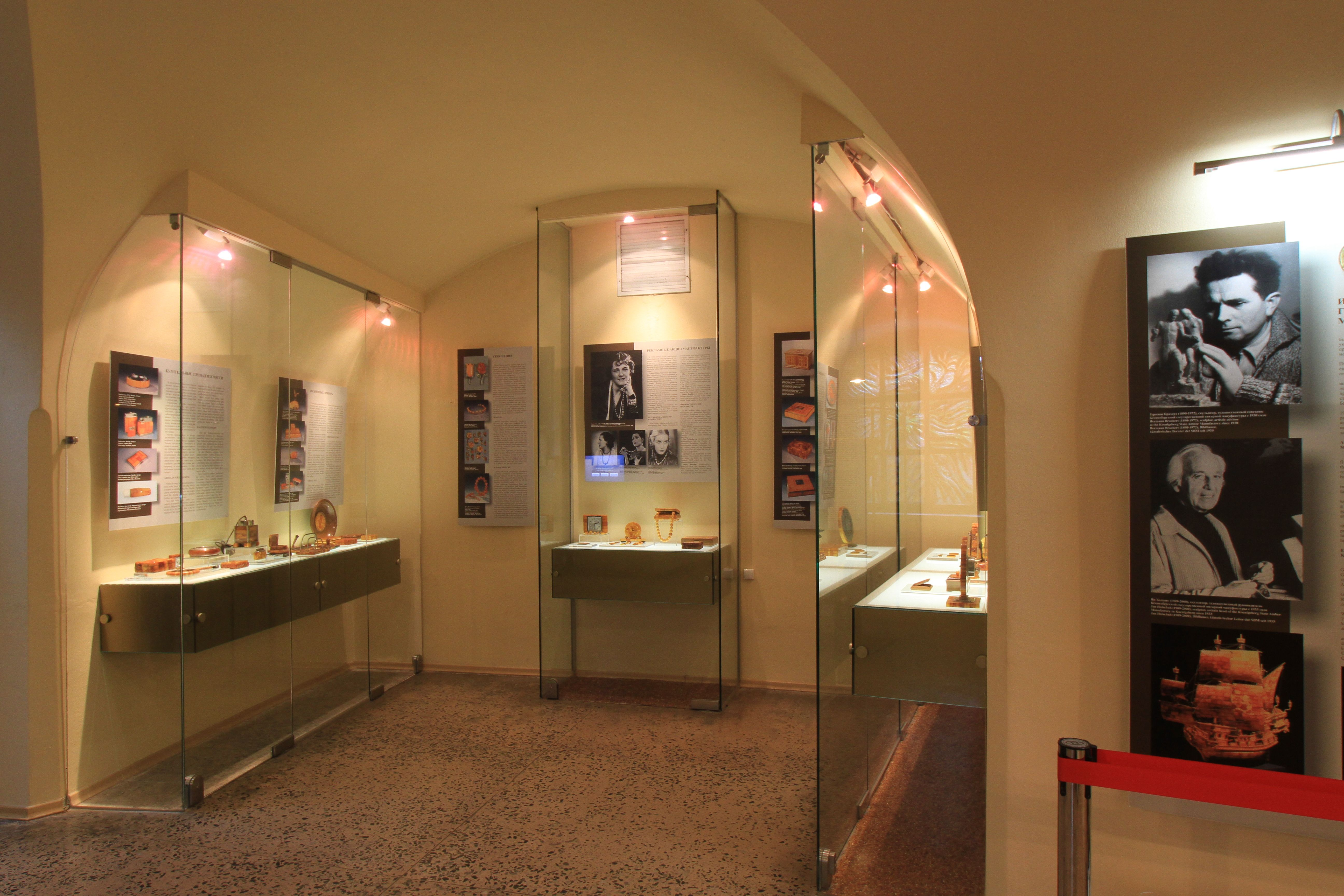
Экспозиция музея, посвящённая Кёнигсбергской государственной янтарной мануфактуре и деятельности известного скульптора и художника Германа Брахерта

В марте 2003 года Управление культуры администрации Калининградской области приняло решение о реструктуризации Калининградского областного историко-художественного музея и выделении Музея янтаря, в самостоятельное юридическое лицо. Началось его второе рождение. Сформировалась новая команда, разработана новая концепция развития музея. В этот период в Калининградской области были проведены выставки и издан ряд книг, которые существенно обогатили культурную жизнь всего региона, в том числе по теме «калининградский янтарь».
В 2004 году, ко второму региональному конкурсу янтарных изделий «Алатырь 2004» музеем издана двуязычная монография в форме научного каталога о современном калининградском янтаре. В неё вошло 44 художника, о которых искусствоведами города написаны очерки. Книгу сопровождают аналитическая статья о состоянии искусства обработки янтаря в Калининграде на рубеже XX—XXI веков. В 2005 году в Янтарном крае музеем организован международный конкурс авторских работ из янтаря под названием «Алатырь», в котором участвовали 8 стран Европы: Россия, Литва, Польша, Германия, Великобритания, Нидерланды, Испания, Португалия и Япония. Он сопровождался научно-практической конференцией «Преемственность традиций художественной обработки янтаря. Проблема подготовки кадров».
За 2007—2008 годы музей развивался благодаря программе «Развитие Государственного учреждения культуры „Калининградский областной музей янтаря“ и культурно-образовательного сектора янтарной отрасли в 2007—2011 годах», которая вошла составной частью в целевую программу «Развитие янтарной отрасли в Калининградской области на 2007—2011 гг.» За это время проведены ремонтные и реставрационные работы: отреставрированы фасад здания, крепостные стены и дамба, проведена гидроизоляция цокольных частей стен здания по всей окружности, сделано наружное освещение башни, отремонтирован и оборудован зал, предназначенный под Центр коммуникаций. Также произведён капитальный ремонт второго этажа музея, заменены окна и двери, отреставрированы две диорамы, светильники, стенды, витрины, полностью переоборудованы и реконструированы электрощитовая и система пожаротушения. Вновь открыта экспозиция на втором этаже музея, в которой реконструированы некоторые экспозиционные зоны, например, «Включения в янтаре». Появились новые экспозиционные комплексы, такие как «Кёнигсбергская государственная янтарная мануфактура», «Янтарь в творчестве зарубежных художников» и др. Создана материально-техническая база музея: приобретены 30 компьютеров со скоростным выходом в Интернет, телефаксы, копировальный аппарат, сенсорные киоски, телевизоры, DVD-приставки, цифровые фотоаппараты, приборы для осушения и увлажнения воздуха. Ведётся электронный учёт коллекции музея, библиотеки и архива.

## Выставки

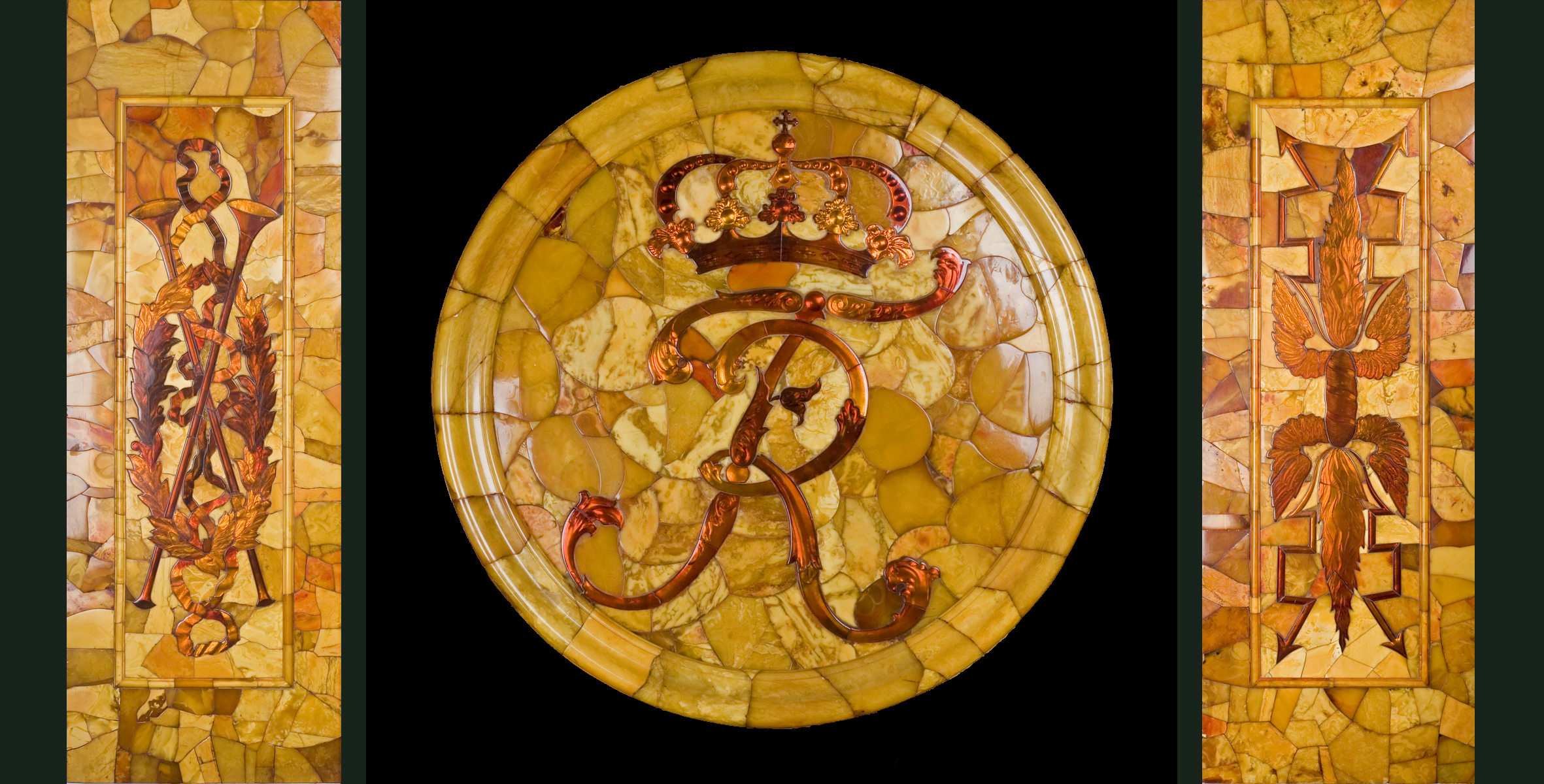
Фрагмент нижней панели Янтарной комнаты. Научная реконструкция. 1979 года. Автор проекта реконструкции Хозацкий Г. С. Исполнители: Ванин А. П., Григорьева Л. А., Ерцев В. П., Ерцев Г. П., Ерцева М. Г., Журавлёв А. А., Ленинград. Оригинал: XVIII в., Берлин — Санкт-Петербург. Из коллекции Музея янтаря.

В 2004 году организована выставка зарубежной художницы-ювелира, дизайнера Лисы Вершбоу из США, которая продемонстрировала новые подходы к художественной интерпретации янтаря. Американская ювелир провела мастер-классы с молодыми калининградскими художниками.
В 2005 году к 750-летию Калининграда/Кёнигсберга в Музее янтаря были выставлены шедевры искусства обработки янтаря XVI—XVIII веков из собрания Государственного музея-заповедника «Царское Село», из знаменитой Янтарной комнаты. Эта выставка положила начало проекту «Янтарные коллекции России и Европы в Калининградском музее янтаря». Состоялись другие тематические выставки: «Балтийский янтарь в собрании Государственного Эрмитажа» (2007 год) в г. Санкт-Петербург, «Союз Земли и Воды» (2008 год) из собрания Музеев Московского Кремля (Оружейной палаты) в г. Москва и другие. В 2005 году музей посетила выставка «Японский янтарь» и выставка «Завоеватели Земли» из Палеонтологического института РАН, посвящённая насекомым, которые населяли планету 650—50 млн лет назад.

## Зарубежное сотрудничество
В числе стран-партнёров можно назвать Латвию, Литву, Польшу, Германию, Швецию, Данию, Японию, США, Италию, Австрию, Францию. В 2007—2008 годах Музей янтаря выставкой «Янтарный берег России» принимал участие в презентации Калининградской области в рамках IX фестиваля российского искусства в г. Канны, Франция. Затем выставка побывала в Германии, Латвии, Литве и Польше.

## Показатели деятельности
Доходы от основной деятельности музея в 2005 году составили 2,8 млн руб., в 2008 году — 7,5 млн руб. Количество экскурсий в 2003 году — 292, в 2008 году — более 1000. Число выставок в 2008 году — более 20 в год. Всего за период 2004—2008 годах проведено около 100 выставок, коллекция музея пополнилась на 10 000 единиц хранения, в том числе антикварными предметами, произведениями зарубежных художников и уникальными инклюзами.
В 2013 году «DIAN’Arte Museum» (Корсика) стал музеем-побратимом Музея янтаря скульптура Габриэля Дианы, чьи работы украшают внутренний дворик музея.

## Экспозиции

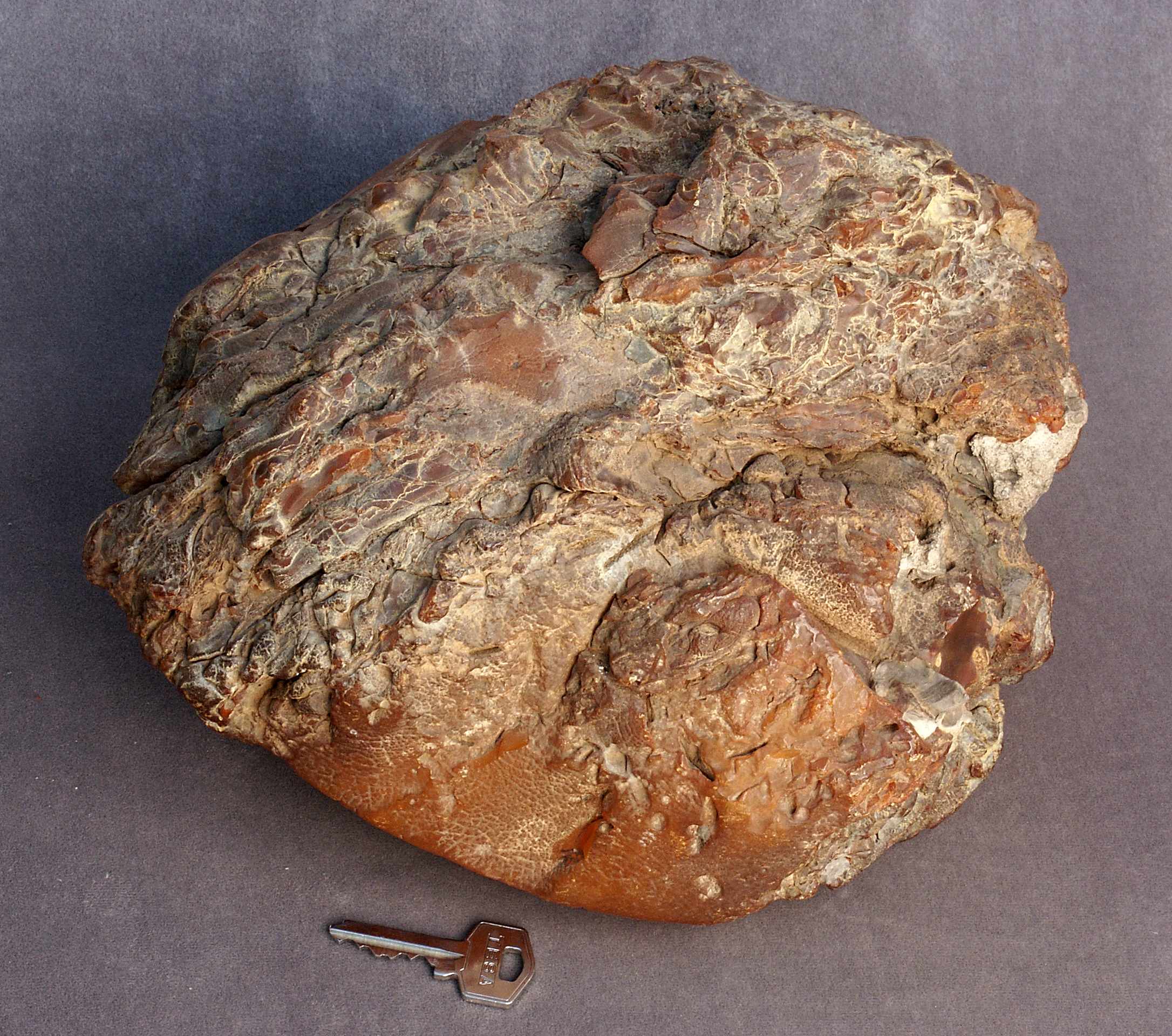
Уникальный образец янтаря весом 4 кг 280 г.

Экспозиция музея размещается в 28 залах общей площадью более тысячи квадратных метров. Экспозиции включены в несколько разделов:
- Происхождение янтаря, его свойства
- Историко-археологические знания о янтаре
- Янтарь в искусстве XVII—XVIII веков
- Кёнигсбергская государственная янтарная мануфактура
- Калининградский янтарный комбинат
- Янтарь в творчестве современных художников

В музее собраны уникальные куски балтийского самоцвета (самородок весом 4 кг 280 г — самый крупный в коллекции Музея янтаря), а также более двух тысяч художественных изделий из него.
Музей является единственным обладателем фрагментов декора Янтарной комнаты, отреставрированных художниками Г. Хозацким, В. Ерцевым, В. Воробьёвым, А. Журавлёвым, А. Ваниным, М. Ерцевой и Л. Григорьевой. Художникам удалось возродить технологию обработки янтаря, которой пользовались мастера XVII—XVIII веков.
В музее имеются диорамы древнего «янтарного леса» и карьера по добыче янтареносной «голубой земли», множество кусков (более тысячи) янтаря с инклюзами мезозойских растений и животных, в том числе ящерицы. Показан весь спектр цветов янтаря от белого до чёрного. Выставлены также янтарные изделия IV—V веков нашей эры, найденные археологами на территории Калининградской области, работы немецких мастеров, переданные из Оружейной палаты.
С 2003 года музей проводит конкурс изделий из янтаря «Алатырь».
Со 2 по 5 ноября 2017 года в парижском Лувре прошёл Международный салон культурного наследия, в котором Калининградский Музей янтаря представил работы своих мастеров.

## Галерея редких предметов

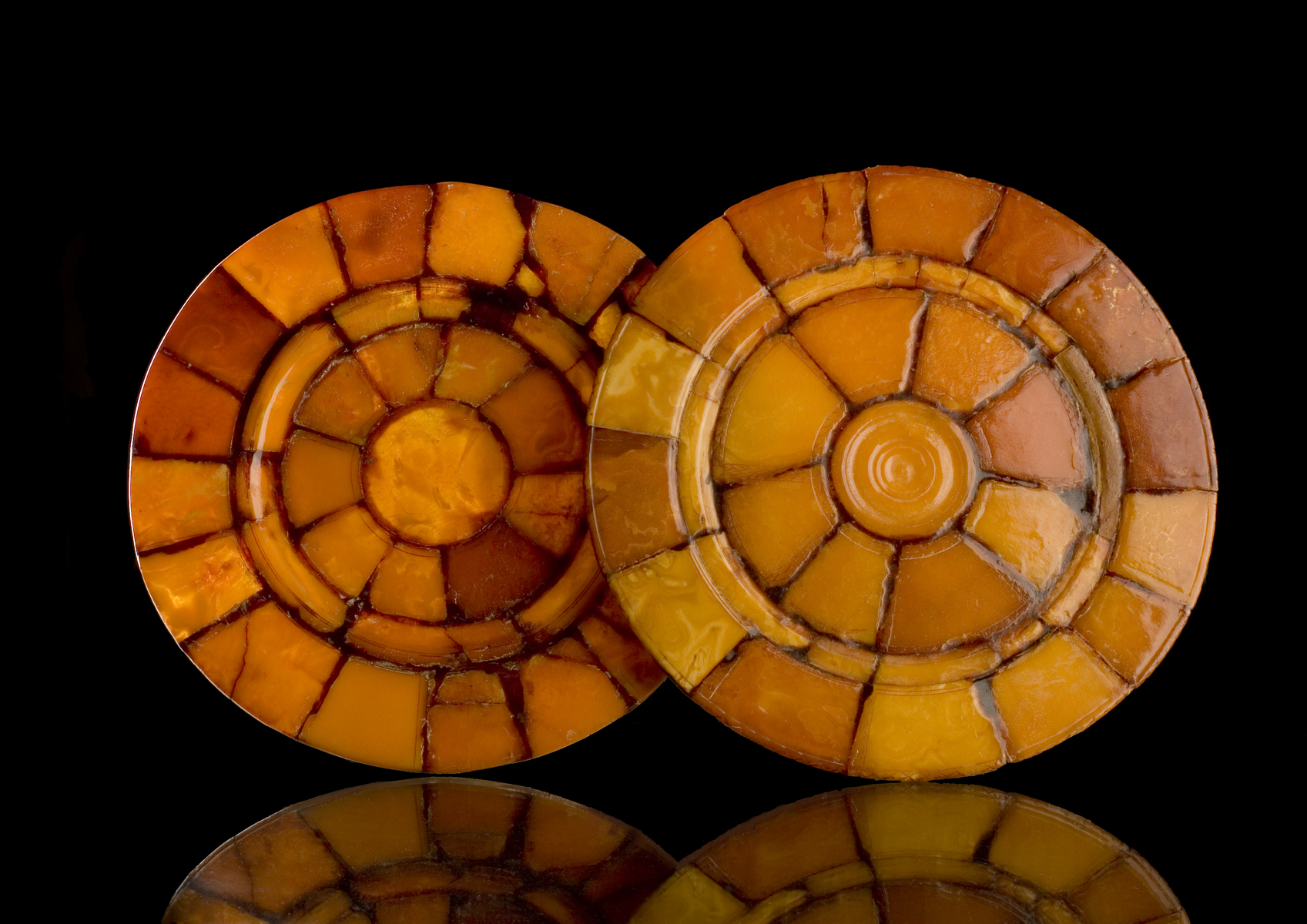
Тарелки декоративные. XVII в. Германия. Реставрация: 1980 год.
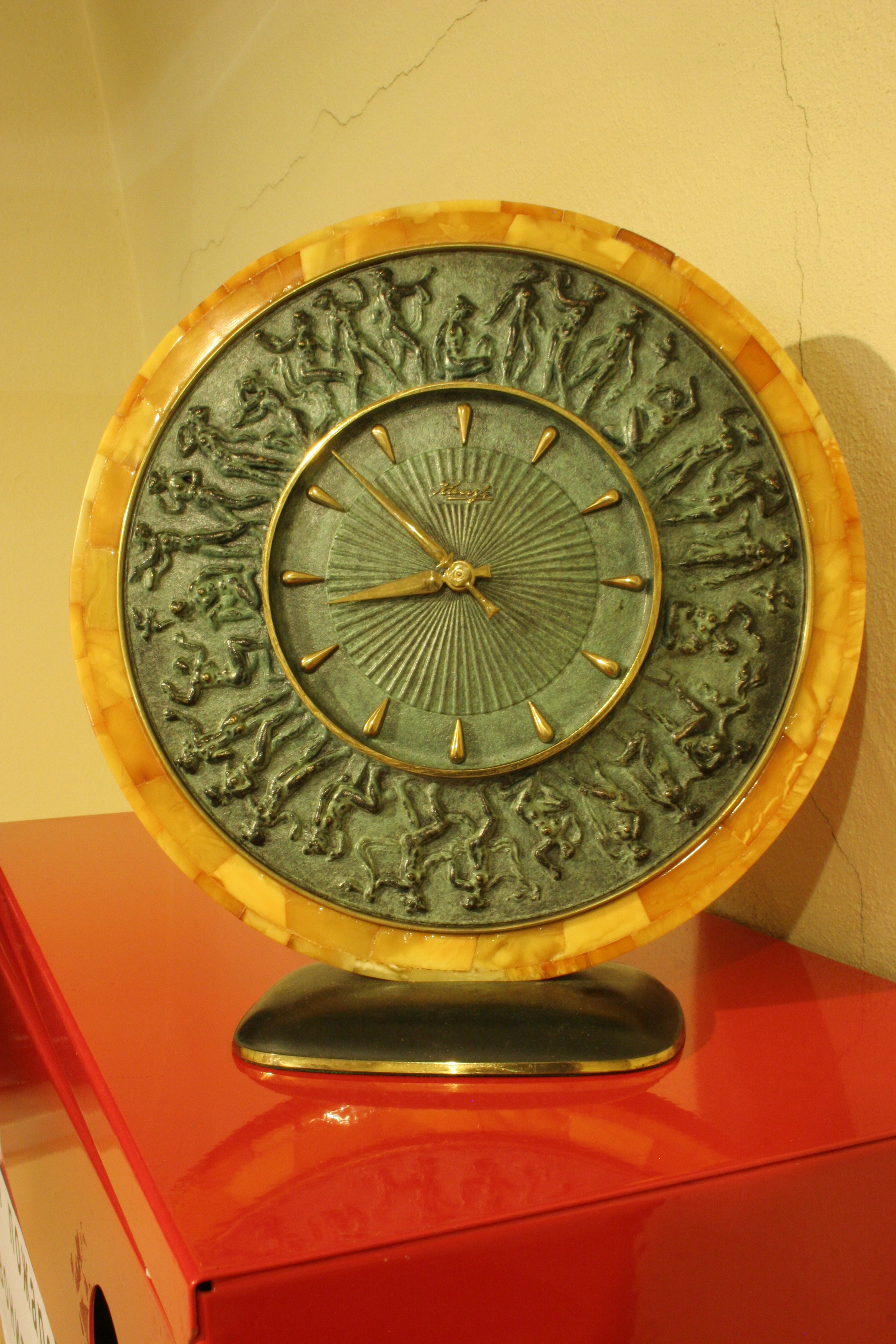
Часы настольные. 1920-е—1940-е гг. Кёнигсбергская государственная янтарная мануфактура.
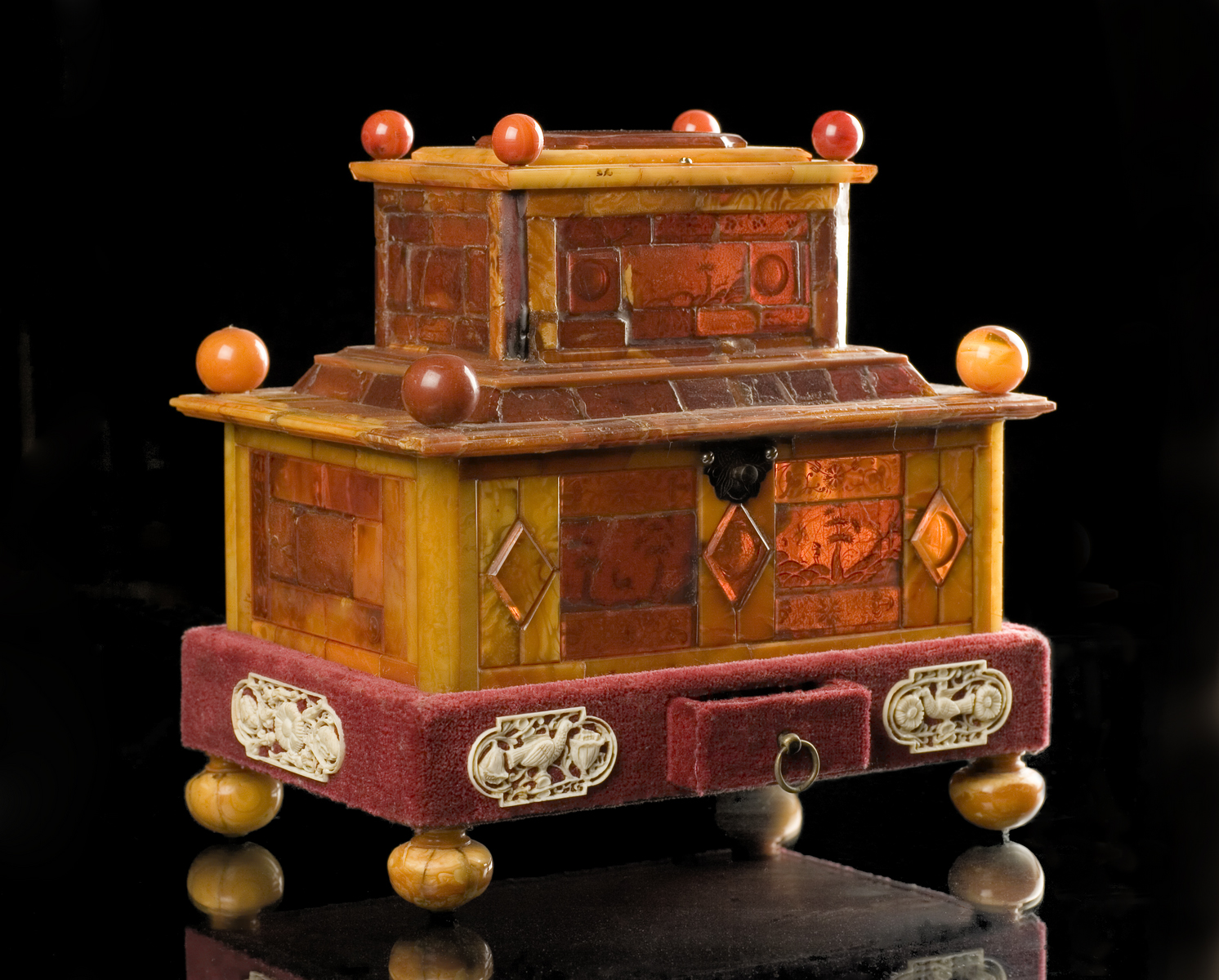
Шкатулка двухъярусная. XVII в. Германия. Реставрация: 1990.
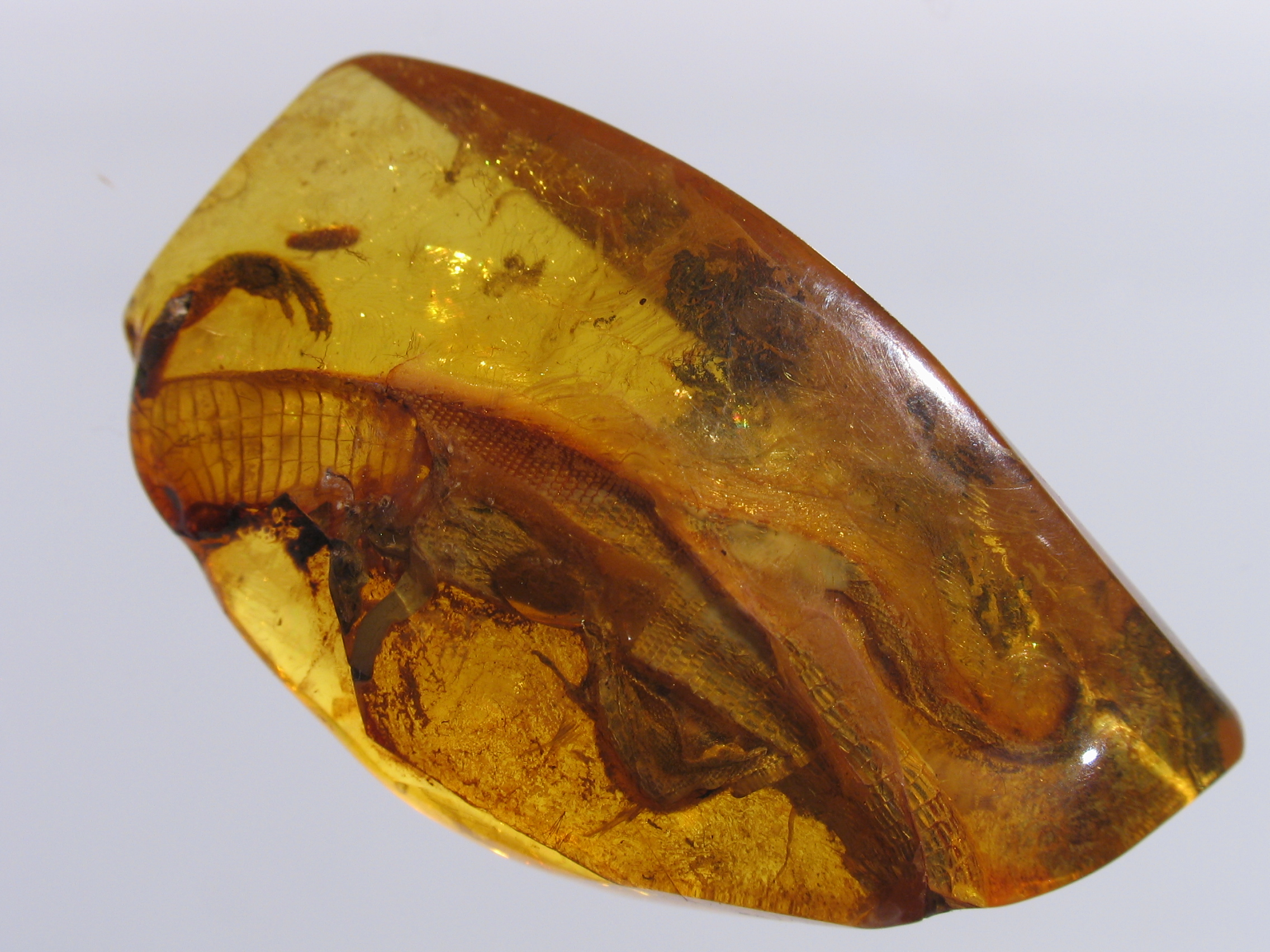
Инклюз. Ящерица. 50 млн лет (Reptilia, Lacertidae)

## Рекомендуемая литература
1. Янтарь из собрания Государственного музея-заповедника «Царское Село». Каталог выставки. 750-летию Калининграда посвящается. Калининград, 2005.
2. Янтарь Александра Крылова. Серия «Янтарных дел мастера». Калининград, 2005.
3. Солнечное сплетение. Современная калининградская поэзия. 750-летию Калининграда и 60-летию Калининградской области посвящается. Калининград, 2005.
4. Японский янтарь. Каталог выставки. Калининград, 2006.
5. Традиции художественной обработки янтаря. Проблема подготовки кадров. Сборник докладов научно-практической конференции. Калининград, 2006.
6. Геннадий Лосец. Грани таланта и мастерства. Серия «Янтарных дел мастера». Калининград, 2007.
7. Современные янтарные коллекции: состав, принципы формирования и особенности использования. Материалы международной научно-практической конференции. Калининград, 2007.
8. Балтийский янтарь в собрании Государственного Эрмитажа. Каталог выставки. Калининград, 2007.
9. Балтийский янтарь. Наука. Культура. Экономика. Научный сборник. Вып. 1. Калининград, 2007.
10. Миры Андрея Кавецкого. Каталог выставки. Калининград, 2008.
11. «Союз Земли и Воды». Произведения XV—XIX веков из коллекции натуралий Музеев Московского Кремля. Каталог выставки. Калининград, 2008.
12. Винтажные костюмные украшения Голливуда 20—60-х годов XX века. Дизайн Мириам Хаскель и её современников. Каталог выставки. Калининград, 2008.
13. «Янтарная осень». Областная биеннале авторских изделий из янтаря. Каталог выставки. Калининград, 2008.
14. Янтарные сказы Людмилы Сахаровой. Каталог выставки, Калининград, 2008.
15. Балтийский янтарь. Наука. Культура. Экономика. 2007. Научный сборник. Выпуск 1. Составитель и редактор З. В. Костяшова. Калининградский областной музей янтаря, Калининград, 2007.